# Vattungen, Norrbotten

Vattungen är en liten ö norr om Sigfridsön, i Lule skärgård, Norrbottens län. Ön är ungefär 10 meter hög och namnet betyder "stenar i vattenbrynet".